# ʿAdud ad-Dīn al-Īdschī
ʿAdud ad-Dīn ʿAbd ar-Rahmān ibn Rukn al-Dīn al-Bakrī asch-Schabānkārī al-Īdschī  (arabisch عضد الدين عبد الرحمن بن ركن الدين البكري الشبانكاري الإيجي, DMG ʿAḍud ad-Dīn ʿAbd ar-Raḥmān ibn Rukn al-Dīn al-Bakrī aš-Šabānkārī geb. nach 1281 in Īg bei Schiras; gest. 1355 daselbst) war ein schafiitischer Rechtsgelehrter und aschʿaritischer Mutakallim. Er ist vor allem bekannt für sein Werk Kitāb al-Mawāqif fī ʿilm al-kalām, das als das wichtigste Kalām-Handbuch der postklassischen Zeit gilt.

## Leben
Al-Īdschī wurde nach 1281 in Īg, dem Hauptort des Siedlungsgebietes der Schabānkāra geboren. Er begann seine theologische Ausbildung im Wesentlichen bei den Schülern von al-Baidāwī. Der letzte Ilchan Abū Saʿīd (reg. 1316–1336) lud ihn an seinen Hof in Sultānīya und ernannte ihn zum Reichsqādī (qāḍī al-mamālik), möglicherweise auf Vorschlag seines Wesirs Ghiyāth ad-Dīn, des Sohns von Raschīd ad-Dīn, mit dem al-Īdschī Bekanntschaft geschlossen hatte. Später, vielleicht nach der Hinrichtung von Ghiyāth ad-Din und dem Tod von Abū Saʿīd im Jahre 1336 erscheint al-Īdschī als Oberqādī in Schiras, am Hofe des  Indschu-Herrscher Abū Ishāq (reg. 1343–1357). Hier traf al-Īdschī auch mit dem Dichter Hāfiz zusammen. Als der Muzaffaride Mubāriz ad-Dīn die Eroberung von Abū Ishāqs Reich plante, bemühte sich al-Īdschī als Vertreter des letzteren vergeblich, Verhandlungen mit Mubāriz ad-Dīn zu führen. Hierbei besuchte ihn Mubāriz ad-Din für einige Tage in Schabānkāra. Danach kehrte al-Īdschī für eine kurze Zeit nach Schiras zurück. Während der Belagerung der Stadt im Jahre 1353 wechselte er jedoch die Seite zu Mubāriz ad-Dīn und zog sich nach Schabānkāra zurück. Dort besuchte ihn ein Jahr später Mubāriz ad-Dīns Sohn Schāh Schudschāʿ. Im Jahre 1355, offensichtlich im Zusammenhang mit dem Aufstand von Malik Ardaschīr, des letzten Atabegs der Schabānkāra, wurde al-Īdschī in der Festung Diraymiyān in Īg gefangengesetzt und verstarb dort noch im selben Jahr.
Einer der bedeutendsten Schüler von al-Īdschī war Saʿd ad-Dīn at-Taftāzānī (gest. 1390). Al-Īdschī war außerdem Gegenstand zahlreicher witziger Anekdoten des persischen Satirikers ʿUbaid-i Zākānī (gest. 1371).

## Werke
Nach Auffassung von Josef van Ess haben die Werke al-Īdschīs keinen Anspruch auf Originalität, sondern sind als systematische Handbücher zum Unterricht in Madrasas gedacht. Aus der großen Anzahl ihrer Kommentare geht aber hervor, dass sie sehr populär waren.

### Kitāb al-Mawāqif
Dasjenige Werk, auf das sich schon zu al-Īdschīs Lebzeiten sein Ruf gründete, ist das Kitāb al-Mawāqif fī ʿilm al-kalām. Es wird noch bis in die Gegenwart an der al-Azhar-Universität als Kalām-Lehrbuch verwendet. Obwohl es (nachträglich?) Abū Ishāq gewidmet wurde, ist es wahrscheinlich schon vor 1330 verfasst worden, denn es wird bereits in dem Geschichtswerk Taʾrīḫ-i guzīda erwähnt, das in diesem Jahr abgefasst wurde.
Das Buch legt nach Art einer Summa theologica in bündiger Sprache die traditionellen Ideen des Kalām des 12. Jahrhunderts dar und stützt sich im Wesentlichen auf al-Muḥaṣṣal von Fachr ad-Dīn ar-Rāzī (gest. 1209) und Abkār al-afkār von Saif ad-Dīn al-Āmidī (gest. 1233), stellenweise auch auf ar-Rāzīs Nihāyat al-ʿuqūl fī dirāyat al-uṣūl.
Insgesamt ist das Werk in sechs Teile gegliedert, die „Stationen“ (mawāqif) genannt werden. Der  erste Teil behandelt die Propädeutik (al-muqaddimāt) mit der Erkenntnistheorie. Josef van Ess hat ihn in seiner 1966 veröffentlichten Habilitationsschrift übersetzt und kommentiert. Der  zweite Teil behandelt die allgemeinen Dinge (al-umūr al-ʿāmma) mit der Ontologie, wozu Existenz und Nichtexistenz, Essenz, Notwendigkeit, Möglichkeit und Unmöglichkeit sowie Einheit, Vielheit und Kausalität gehören. Der dritte Teil behandelt die Akzidentien und der vierte die Substanzen, zu denen die Atome und Körper gehören. Der fünfte Teil befasst sich mit der theologischen Wissenschaft (al-ilāhīyāt), wobei besonders die Attribute Gottes erörtert werden, und der sechste Teil befasst sich mit den mündlich übermittelten Glaubensinhalte (as-samʿīyāt), wozu das Prophetentum, die Auferstehung, Glaube und Unglaube sowie das Imamat gehören.

### Andere Werke
Zu seinen bedeutendsten anderen Werken gehören:
- Ādāb al-baḥṯ, Handbuch zur Dialektik.
- ar-Risāla al-Waḍʿīya al-ʿAḍudīya, Traktat zur Wissenschaft vom Begriffsausdruck, zum zahlreiche Gelehrte Kommentare und Glossen abfassten.
- ar-Risāla aš-Šāhīya fī ʿilm al-aḫlāq. Werk zur Psychologie und Ethik.
- al-ʿAqāʾid al-ʿAḍudīya. Dogmatisches Werk, das ebenfalls häufig kommentiert wurde.
- al-Fawāʾid al-Ġiyāṯīya, eine Kurzfassung des Abschnitts zur Rhetorik aus as-Sakkākīs enzyklopädischem Werk Miftāḥ al-ʿulūm. Eine Widmung an Ghiyāth ad-Dīn zeigt, dass das Werk vor 1336 verfasst wurde.
- Kommentar zu Ibn al-Hādschibs Epitome zu seinem eigenen Werk Muntahā as-suʾāl wa-l-amal fī ʿilmai al-uṣūl wa-l-ǧadal. Auch dieses Werk hat eine Widmung Ghiyāth ad-Dīns.